# Denise Klecker
Denise Klecker (Telgte, 5 februari 1974) is een voormalig hockeyster uit Duitsland. 
Klecker behaalde haar grootste succes tijdens de Olympische Spelen 2004 met het winnen van de gouden medaille.

## Erelijst
- 1995 – 4e Champions Trophy in Mar del Plata
- 1995 –  Europees kampioenschap in Amstelveen
- 1996 – 6e Olympische Spelen in Atlanta
- 1997 –  Champions Trophy in Berlijn
- 1998 –  Wereldkampioenschap in Utrecht
- 1999 –  Champions Trophy in Brisbane
- 1999 –  Europees kampioenschap in Keulen
- 2000 –  Champions Trophy in Amstelveen
- 2000 – 7e Olympische Spelen in Sydney
- 2002 – 7e Wereldkampioenschap in Perth
- 2004 –  Olympische Spelen in Athene